# تازة كند أفشار
تازة كند أفشار هي قرية في مقاطعة أرومية، إيران. عدد سكان هذه القرية هو 304 في سنة 2006.